# Champfleur
Champfleur település Franciaországban, Sarthe megyében. Lakosainak száma 1303 fő (2022. január 1.). Champfleur Ancinnes, Arçonnay, Bérus, Béthon, Chérisay és Saint-Paterne - Le Chevain községekkel határos.

## Népesség
A település népességének változása:
| Lakosok száma | 1400 | 1388 | 1358 | 1343 | 1336 | 1332 | 1323 | 1303 |
|               | 2013 | 2015 | 2017 | 2018 | 2019 | 2020 | 2021 | 2022 |